# Konoid
Konoid je přímková plocha, která je určena dvěma řídícími křivkami a rovinou. Plocha je tvořena přímkami, které protínají obě řídící křivky a jsou rovnoběžné s řídící rovinou.
Příkladem konoidu je šroubové schodiště (řídící křivky jsou šroubovice a její osa. Řídící rovina je kolmá k této ose). Dalším příkladem je vnitřek překapávače kávy, kde řídící křivky jsou kružnice a přímka. Řídící rovina je kolmá k této přímce. Konoid se používá ve stavební praxi např. jako část střechy apod.

Použití konoidu ve stavební praxi
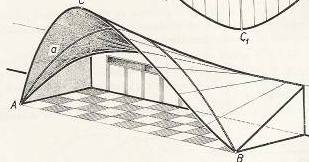
Zde je použit parabolický konoid jako kryt vchodu
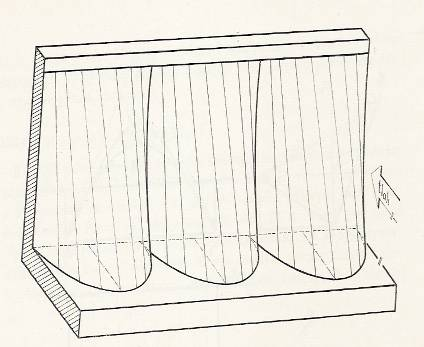
Konoidy jako součást hráze
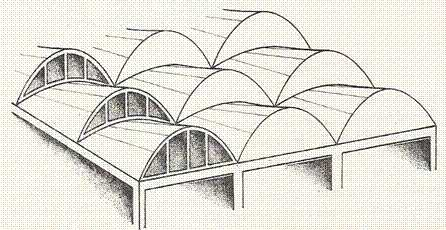
Konoidy použité pro zastřešení